# The Godwinns
The Godwinns è stato un tag team di wrestling composto da Henry O. Godwinn, Phineas I. Godwinn e Cousin Ray.

## Nel wrestling

### Mosse finali
- Country Thunder (Pumphandle Slam di Henry seguito da un diving splash di Ray)
- Double Stop Drop (Double reverse DDT) - Henry e Phineas

### Manager
- Ted DiBiase
- Hillbilly Jim
- Sunny
- Uncle Cletus

## Titoli e riconoscimenti
- World Wrestling Federation
  - WWF World Tag Team Championship (1)
- Wrestling Observer Newsletter awards
  - Worst Tag Team (1996, 1997)